# 德蘭·米爾斯
德蘭·米爾斯（Therese Mills，1928年12月14日—2014年1月1日）是千里達及托巴哥記者，同時也是《千里達及托巴哥衛報》第一位女主編。1993年，她創立了後來廣受歡迎的報紙《千里達及托巴哥新聞日報》。她之後由於在新聞領域的貢獻，贏得包括恰空花獎章等無數獎項。她在2014年死前繼續擔任報社執行長，享年85歲。